# Mircea Popa (dirijor)
Mircea Popa (n. 4 ianuarie 1915, Cuvin, Serbia – d. 17 august 1975, București, România) a fost un dirijor (artist emerit) și compozitor român.

## Biografie
Mircea Popa și-a început activitatea dirijorală la Opera Română din Cluj (1939-1947), transferată în perioada refugiului (1941-1945) la Timișoara, apoi, ca dirijor (1946-1947) al Filarmonicii „Ardealul“, astăzi Filarmonica de Stat Transilvania din Cluj. 
Revine la Timișoara odată cu înființarea Filarmonicii Banatul, cumulând funcția de prim dirijor la Operă și dirijor permanent la Filarmonică (1947-1964). Se dedică în continuare și compoziției, lucrările mari provenind din perioada anterioară.
În 1964 se transferă la Opera Română din Bucuresti, activitatea dirijorală fiindu-i curmată în 1968, în urma unui atac cerebral în timpul unei repetiții cu opera Oedip de George Enescu.
A fost, în anii 60, membru al juriului la Festivalul Mozart de la Salzburg. 
Dirijorul Alexandru Sumski menționează în presă. ,,În primul an de existență Filarmonica din Timișoara a fost condusă de George Pavel. Numai o stagiune. Până la moartea lui prematură. În anii ce au urmat, orchestra a fost îndrumată și educată de urmașul său, Mircea Popa, pe care-l putem considera de jure fondatorul orchestrei. (…) Mircea Popa era tipul educatorului de orchestră, foarte exact, deosebit de economic în alegerea cuvintelor prin care își formula indicațiile. Era în același timp un muzician multilateral, un pianist excelent, un profund cunoscător al tuturor genurilor muzicale, simfonic, operă și chiar jazz.”

## Distincții
- titlul de Artist emerit al Republicii Populare Romîne (15 mai 1957) „pentru merite deosebite în activitatea artistică, pedagogică, precum și în munca din alte domenii ale culturii”[2]
- Ordinul „Meritul Cultural” clasa a II-a (12 septembrie 1968) „pentru merite deosebite în activitatea muzicală”[3]

## Compoziții
- Rugăciune (1931) pe versuri de M. Eminescu
- Nocturnă (1934, versuri: Șt. O. Iosif)
- Puricele (versiune românească de T.Arghezi după La Fontaine
- Cântecele pe versuri populare pentru voce gravă și pian (1936)
- Sonatina pentru pian (1937)
- Sonata nr.1 pentru vioară și pian (1938)
- Simfonie (1939)
- Cvartetul de coarde (1940) pentru care obținuse în 1943 Premiul III de compoziție George Enescu
- Tarantella pentru pian (1942)
- Sonata nr.2 pentru vioară și pian (1944)
- Suita de cameră pentru 12 instrumente soliste, (1951)
- Sonata nr.3 pentru vioară și pian (1952)
- Sonatina pentru flaut și pian (1953)
- Trei balade haiducești pentru voce gravă și pian (1954)